# 羽衣闘伝
『羽衣闘伝』（はごろもとうでん）は、東篤志による日本の漫画作品。『A-ZERO』（双葉社）にて2008年8月号（No.001）から2009年6月号（No.011）にかけて連載された。単行本はアクションコミックスより全1巻（未完）。

## 概要
滋賀県長浜市にある余呉湖の羽衣伝説をモチーフにしたSFアクション漫画。“伝説の羽衣”の正体である戦闘服を手に入れた少女が、地球を守る“戦闘天女”となり異星人と戦う姿を描く。
諸事情により『A-ZERO』の休刊直前に連載が打ち切られ、単行本第2巻も出版中止となった。作者はこのことについて編集長とトラブルがあったことを自身のブログで報告している。続編は作者のサイトにて掲載するとしていたが、作者のサイトでは単行本未収録の6話から11話が掲載されたのみで続編は掲載されなかった。11話の掲載後に作者はキンドルで続編を発表することをブログで報告していたが、続編が発表されることなく2018年10月31日に作者が死去したため本作は絶筆となった。

## あらすじ
時は21世紀初頭、人間を襲う謎の巨大生命体EATが出現して1年余り。EATへの有効な対抗手段は未だ見出せず、一般人はその襲撃に怯える日々を過ごしていた。
そんな夏休み、高校生の源拓馬は滋賀の親戚の家へ遊びに行く途中、クラスメートの蒼縫和羽と偶然出会う。彼女も滋賀に住む祖母の家へ行く途中だったのだ。成り行きで2人は同行することになるが、祖母の家で和羽は謎の天女から「地球を守れ」と言われ、かつて“天の羽衣”と称された戦闘服“碧叡”を、拓馬も謎の幼女から“碧叡”と対になるヘッドマウント型インターフェース“腑備”を与えられる。
敵はEATと、その背後にいる何者か。しかし2人は、敵の黒幕が“碧叡”や“腑備”を与えた存在と同族であることを、まだ知らない。

## 主な登場人物
源拓馬（みなもと たくま）
主人公。都立多摩川高校の2年生。ヘッドマウント型インターフェース“腑備”の着装者（＝“碧叡”の監視者）に選ばれ、和羽への好意から、彼女の戦いを頭脳面でサポートすることになる。
頭は良いが、大人しく目立たないオタク少年。波には「ダサくて垢抜けない」「腑備の男のセンス最悪」と評されるほど。しかしわずかな手がかりからEATを操る者の狙いを看破するなど、司令塔としては優れた資質を持つ。
純粋な地球人で蒼縫家との縁はなく、“腑備”が拓馬を選んだ理由は不明。
蒼縫和羽（あおぬい かずは）
ヒロイン。拓馬のクラスメート。“天の羽衣”こと和服型戦闘服“碧叡”の着装者に選ばれ、人々をEATから守りたいと言う優しさから、EATとの戦いに身を投じることになる。
ポニーテールの快活な美少女。しかし突然“碧叡”を押し付けられEATと戦うことになり、迷いや戸惑いを隠せないでいる。思ったことをはっきり言う性格で、悪気のないまま拓馬を凹ませる発言も多い。
実は地球人と同化した異星人ランデシアンの子孫。
蓮田直治（はすだ なおはる）
防衛省EAT特別対策室の一員の青年。冷静沈着で頭も切れるエリート。
蒼縫波（あおぬい なみ）
和羽の母方の祖母。過去に娘（＝和羽の母）が“碧叡”の着装者に選ばれた場に居合わせており、“碧叡”と“腑備”のことをある程度知っている。
和羽に輪をかけて思ったことをはっきり言う性格で、拓馬を凹ませることも多いが、和羽を案じながらも気丈に振舞い拓馬を叱咤するなど、根は優しくしっかりしている。
“碧叡”と“腑備”は、彼女の家に代々受け継がれてきたもの。

都幾川（ときがわ）
防衛省技術開発本部で兵器開発をしている科学者。「怪物退治」のため、E対に自身を売り込みに来る。
マッドサイエンティストに憧れる変人だが、技術者としての腕は確からしい。
マリイ・オーレン・フェイヴ
地球人と同化したランデシアンの一人で、現在は霊体化し“碧叡”の管理者となっている女性。ディディアンと唯一対等に話せる人物。彼女の持っていた強力な攻撃能力は“碧叡”の固定武装に織り込まれている。
謎の幼女
地球人と同化したランデシアンの一人で、現在は霊体化し“腑備”のシステムに織り込まれているらしい幼女。
ディディアン
EATを操るランデシアンの頂点に立つ女性。かつて“碧叡”により負傷したことがあるらしい。

## 用語
EAT
Enemy Animated Thingsの略。1年余り前から突然出現し、人間を襲う謎の巨大生命体を指す。
その正体はランデシアンが遠隔操作する生体兵器。
ティドリーマ
和羽が初めて戦ったEAT。水棲型で、かなり強い臭いを発している。
ヤムトゥーマ
四足型のEAT。ティドリーマと対になっているらしい。
エリフォーン
飛行能力を持つEAT。
ランデシアン / ランデシアーナ
母星を失い宇宙を彷徨う異星人。ランデシアーナは単数女性形。
外見は地球人と変わらないが、高度な文明と地球時間で1000年を超える長命、更に超能力を持つ。しかし繁殖力が低く、また地球人との交配も不可能。女系社会で、戦闘時には女性が戦闘、男性がそのサポートを受け持つ様子。
子孫を残すために遺伝子を改造し地球人と同化したグループと、種族の誇りを捨てられず宇宙へ去ったグループとが存在する。和羽に“碧叡”を与えたのは前者、EATを操っているのは後者。両者の間には不可侵条約があったが、EAT側はその約束を破って地球への侵攻を開始した。
エアフィーヌ
地球人と同化したランデシアンが、子孫を守るために作った戦闘服。日本で“天の羽衣”として伝えられた着衣の正体。全27体だが、長い年月の間にほとんどが失われたとのこと。
祖先のランデシアンが霊体で管理しており、子孫が生存の危機にさらされると、子孫の中から着装者を選び出す様子。通常は普通の和服と変わらないが、着装するとノースリーブで裾が膝上の和服に、ゴーグルやグローブなどの保護具を着け、“羽衣”である光帯が現れた姿になる。
エアフィーヌ単体では全ての能力を発揮できず、また着装者をの暴走を防ぐために、1体ごとにペアとなる監視システムが存在する。
碧叡（へきえい）
蒼縫家に代々受け継がれた蒼いエアフィーヌ。近接戦闘に特化したエアフィーヌで、飛行能力に秀でる。
腑備（ふび）
“碧叡”の監視システム。蒼縫家の口伝では“碧叡”を守るとされているが、マリイによると“碧叡”の守護は数ある機能のひとつに過ぎず、その能力は未知数とのこと。謎の幼女は、“腑備”を「遍く世界へのインターフェース」と称している。
EAT特別対策室
日本の防衛省に設置された対EAT組織。略してE対。

## 書誌情報
- 東篤志 『羽衣闘伝』 双葉社〈アクションコミックス〉全1巻

1. 2009年2月12日発売[6] ISBN 978-4-575-83579-3